# Volkmar Schneider (Redakteur)
Volkmar Schneider (* 1949 in Greiz) ist seit 1996 Herausgeber, Redakteur und Autor des Greizer Heimatkalenders.

## Leben
Schneider erwarb 1968 an der Erweiterten Oberschule in Greiz das Abitur. 1972 legte er an der TU Dresden sein Diplom in der Fachrichtung Wirtschaftsingenieurwesen ab. Von 1972 bis 1991 war er in leitenden Funktionen im VEB Bekleidungswerke herdas (2000 Beschäftigte) tätig. Seit 1982 arbeitete er dort als Direktor für Wissenschaft und Technik, wobei Schneider seit 1987 auch stellvertretender Betriebsdirektor bzw. stellvertretender Geschäftsführer war. 1992 übernahm er die Stelle als Kundenberater/Immobilien bei der Kreissparkasse Greiz. Im Zeitraum 1992 bis 1994 war er persönlicher Referent des Bürgermeisters der Stadt Greiz, bis 2011 Sachgebietsleiter Wirtschaft der Stadtverwaltung Greiz. 2011 trat er in den Ruhestand.
Schneider ist verheiratet und hat einen Sohn und eine Tochter.

## Weiteres Wirken
- 1992–1994 ehrenamtlicher Geschäftsführer der Waldhaus GmbH; Erhaltung Tiergehege und Mausoleum
- 1992 ehrenamtlicher Organisationsleiter 1. Greizer Theaterherbst
- 1996 Initiator der Schauwerkstatt Textil in Greiz
- Initiator: „Greizer Fürstengold“, „Greizer Brunnenwasser“, „Original Greizer Tunnelwappen“

## Werke
- Pohlitzer Impressionen (1994)
- Greizer Heimatkalender (seit 1996) – Redakteur und Autor
- Der historische Greizer Postkartenkalender (2005–2014)
- 800 Jahre Greiz: 1209–2009 (2008) – Redakteur der Festschrift
- Greizer Standpunkte (2009) – Textautor